# Talcy (muzeum)

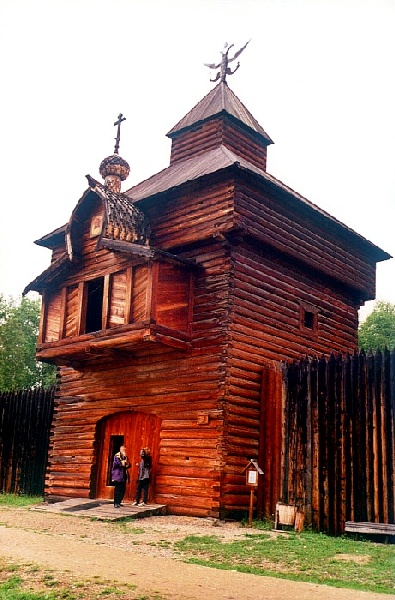
Wieża Ostroga Ilimskiego

Irkuckie muzeum architektoniczno-etnograficzne "Talcy" (Talcy), ros. Иркутский архитектурно-этнографический музей «Тальцы» – skansen zlokalizowany 20 kilomentrów na północ od jeziora Bajkał na brzegu Angary i 47 kilometrów na południe od Irkucka. Terytorium skansenu - 67 ha. Założony w 1969 roku, zaczął przyjmować turystów w 1980.